# Cognia (educación)
Cognia es una organización no gubernamental sin ánimo de lucro que acredita escuelas primarias y secundarias a lo largo de los Estados Unidos y para todo el mundo. 

## Historia
Cognia se fundó como AdvancED en 2006 mediante la consolidación de las divisiones preuniversitarias de dos de los organismos de acreditación regional de Estados Unidos: la Asociación de Escuelas y Colegios universitarios del Centro Norte, y la Asociación Sureña de Escuelas y Colegios universitarios. En 2012 la Comisión de Acreditación del Noroeste se unió a AdvancED. 
Más tarde, en 2018, AdvancED se fusionó con Measured Progress y formaron una nueva compañía llamada Cognia en 2019.  Cognia nació para homologar y acreditar títulos y estudios académicos con estándares y procesos muy diversificados que se ajustan a las condiciones específicas de organismos públicos de todos los países, escuelas independientes de cualquier parte del mundo, corporaciones diversas, y con distintas escalas de aprendizaje, ya sea aprendizaje estándar, digital, aprendizaje temprano, agencias de servicios educativos, escuelas de estudios postsecundarios, aulas y sistemas especiales.

## Membresía
Cognia atendió en 2019 a más de 36.000 instituciones en todo el mundo con un total de 25 millones de estudiantes y 1 millón de educadores en unos 80 países. 